# Règia

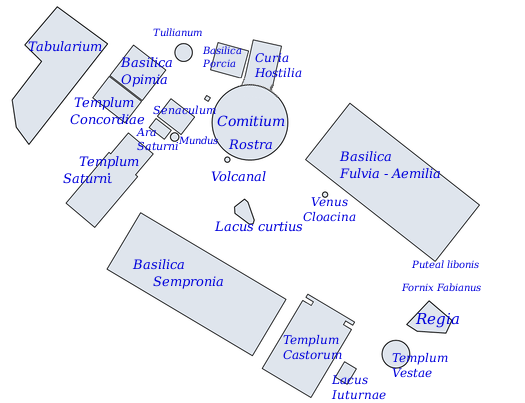
Localització de la Règia al fòrum romà

La Règia (en llatí: Regia) era un edifici de l'antiga Roma, situat al fòrum màxim a prop de la casa de les vestals. Es va construir durant la monarquia. Constava de diverses sales relacionades amb el govern i els sacerdots.

## La tradició històrica
Segons els historiadors de l'antiguitat, la Règia era una construcció relacionada amb el rei, tal com indica el seu nom, ja que rei en llatí es diu rex i declina en regem. No obstant es creu que no era la residència dels antics monarques (alguns textos indiquen que Servi Tul·li i Tarquini el Superb vivien a l'Esquilí), sinó més aviat un complex d'edificis governatius.
En acabar-se la monarquia, la Règia va passar a ser la residència del rex sacrorum, el sacerdot suprem, a la vegada que continuava servint d'arxiu per documents importants.
El complex de la Règia tenia les següents funcions:
1. Residència del Rex sacròrum.[6][nota 1]
2. Servir de lloc de reunions del col·legi de pontífex i dels fratres arvales.[7][8]
3. Arxiu de documents:
  - Lleis sobre la forma correcta dels rituals relacionats amb el matrimoni, la mort i els testaments.
  - Els Annales, un recull d'esdeveniments d'interés públic.[9]
  - El calendari sagrat.[10]
4. Dipòsit de les llances i els ancille, els escuts sagrats que els salii vetllaven amb himnes dedicats al déu Mart.[11]
5. Com que a l'interior es guardaven coses importants per l'estat, calia que estiguessin custodiades pels déus, per tant hi havia un santuari dedicat a Ops Consiva[12] (per la unió de Ops=l'abundància i Consus=les sitges) i diversos altars als déus protectors de l'estat: un per a Mart, un altre a Juno, un altre a Janus i un a Júpiter. També tenia un pati des d'on els sacerdots podien observar el cel nocturn per tal d'elaborar el calendari, que era de base lunar. Des d'aquest patí s'oferien sacrificis.[13][14]

L'edifici de l'època del rei Numa Pompili va patir un incendi l'any 148 aC i un altre l'any 38 aC. Gneu Domici Calví Màxim II va encomanar la restauració.

## Estudis arqueològics

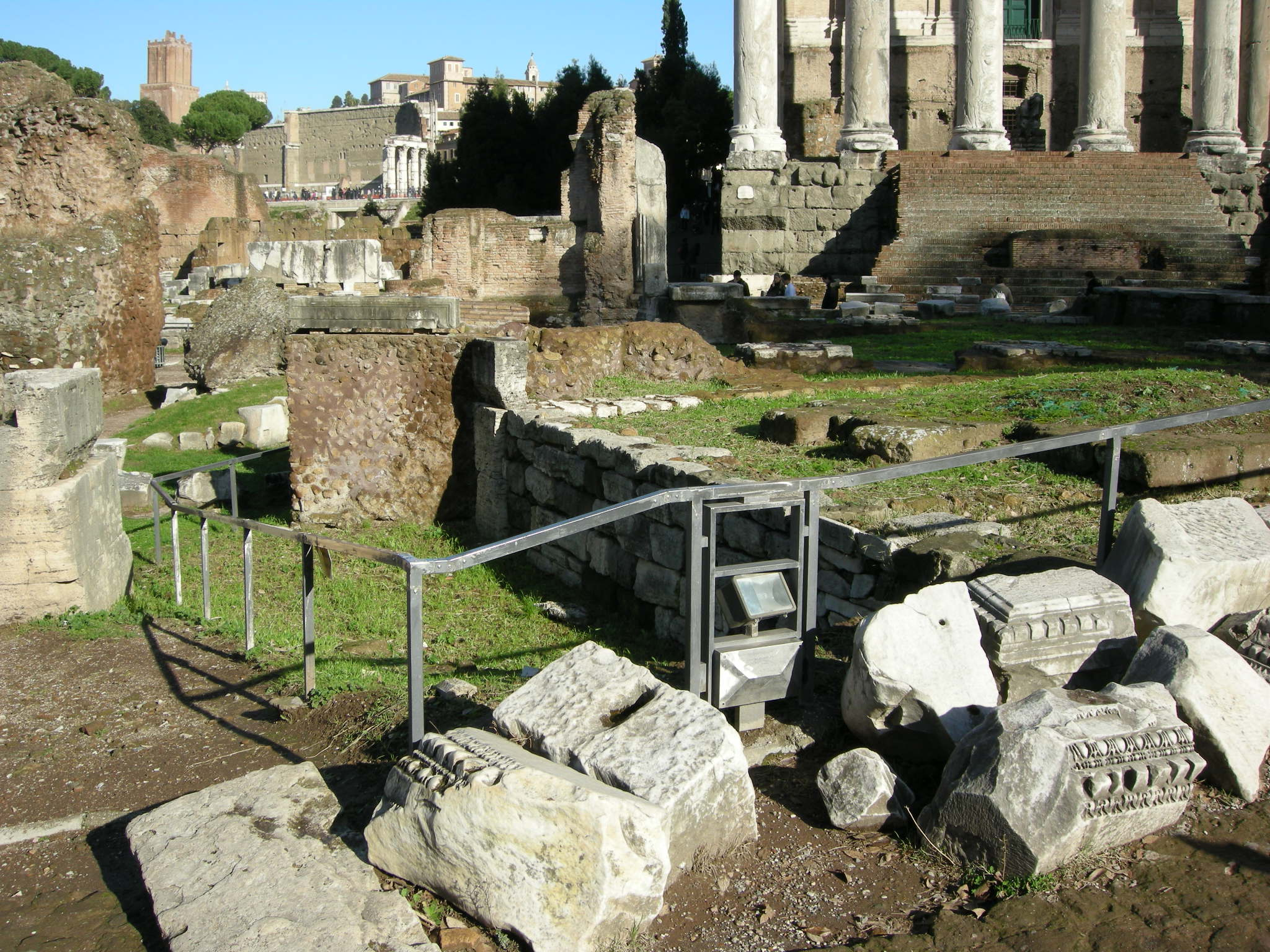
Restes de la Règia

Els primers treballs arqueològics a la zona es van fer entre el 1872 i el 1875. El 1876 F. Dutert va publicar les conclusions de l'estudi en una obra sobre el Forum Romanum. A partir d'aquest treball Nichols va poder identificar el 1886 el lloc on es trobava la Règia. Elisabetta Carnabucci va dirigir una altra excavació i els resultats obtinguts es van publicar el 1995, sobretot pel que fa a fragments de terracotes. Frank Brown va fer una nova exploració el 1930 i també el 1960.

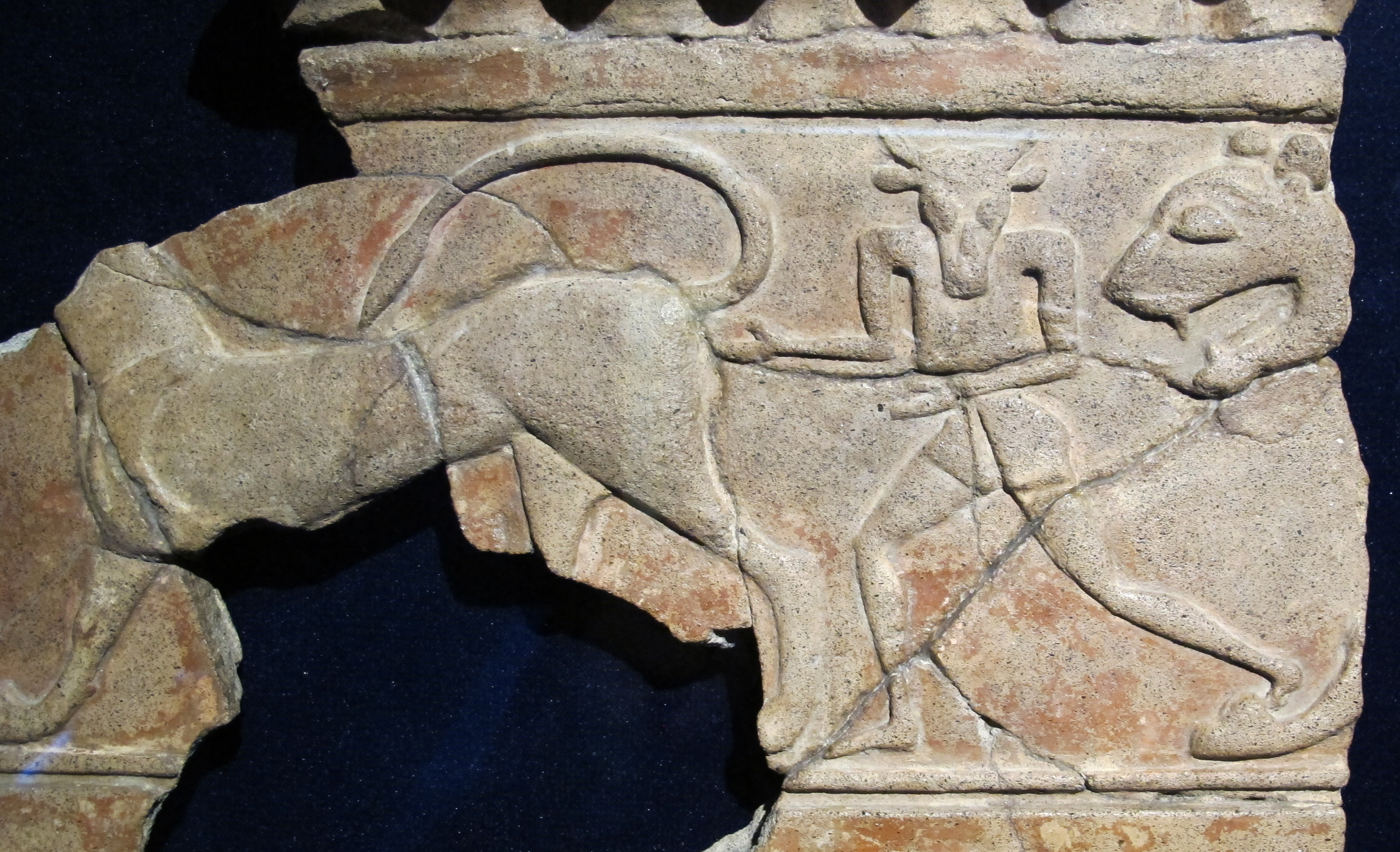
Fragment de terracota que pertanyia al fris de la Règia. Els relleus mostren la imatge d'un minotaure i uns felins. Està datat entre el 600-550 aC.

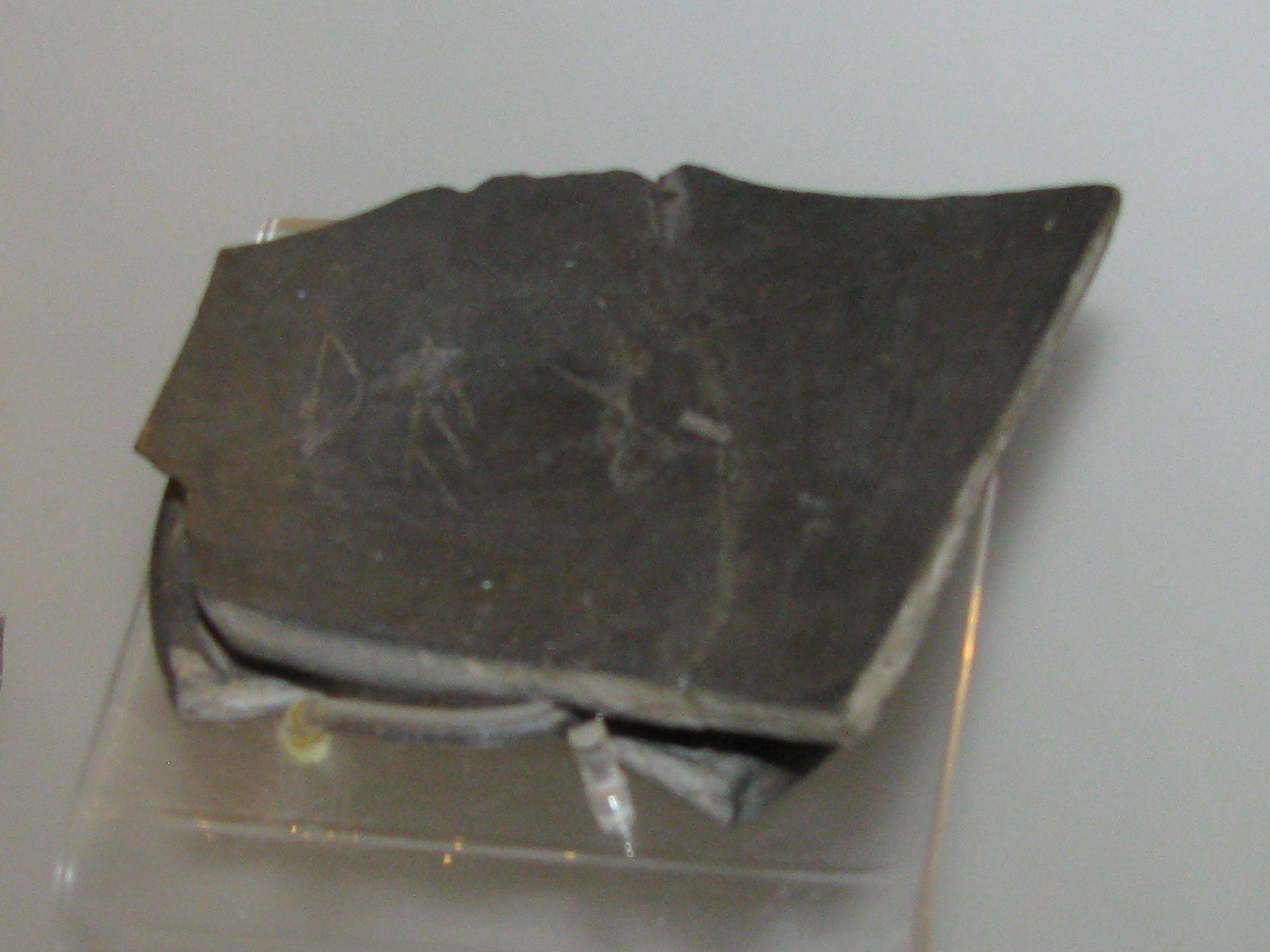
Fragment d'un trobat a la Regia amb la inscripció: "Rex".

Dels estudis arqueològics s'ha arribat a les següents conclusions:
- Anteriorment la construcció de la Règia hi va haver onze cabanes (s. VIII aC o primera meitat del s. VII aC) i al seu costat unes tombes amb cossos de nens. Això no té res d'estrany, ja que els enterraments de nens estaven permesos dins l'àrea del pomerium.
- Cap al 625 aC aquestes cabanes estaven destruïdes i al mateix lloc es va construir un altar envoltat d'un mur.
- Poc després es va construir el primer edifici de la Règia, que tenia una fonamentació de blocs de tuf, les parets estaven fetes de carreu sense revestiment i el sostre estava cobert amb teules. Tenia deu sales interiors. L'entrada estava precedit d'un pòrtic que duia a una sala central en forma de trapezi.
- Aquell edifici es va destruir en un incendi i es va fer un altre cap a l'any 580, amb decoracions de terracota polícroma: antefixes representant Gòrgones, un fris amb la imatge destacada d'un cavaller armat. Aquest segon edifici també va ser afectat per un incendi.
- Hi va haver una reconstrucció cap al 550 o 525 aC. L'edifici es va reestructurar afegint una sala dividida en tres peces a la banda est del pati. Estava decorat amb terracota d'estil jònic.
- A finals del segle VI aC, coincidint amb el començament de l'era republicana, la Règia es va adaptar per acollir la residència del rex sacròrum afegint tres sales més a la banda sud i altres al nord amb un pòrtic.
- Posteriorment va haver dues reconstruccions: una a finals del segle iii aC i una altra l'any 36 aC, en aquesta darrera emprant marbre.

En conclusió no es pot confirmar la informació aportada pels historiadors antics que dataven l'inici de la construcció en temps del rei Numa Pompili, sinó que es devia començar en temps d'Anc Marci o a començaments del regnat de Tarquini Prisc.
Entre els objectes trobats destaca un fragment d'una gran gerra de ceràmica negra (bucchero) amb la inscripció « REX » gravada en lletres de 2 cm d'alçada. Per la forma arcaica de la lletra E i per la semblança de la R amb la corresponent lletra grega en objectes trobats a Siracusa, M. Guarducci va datar la copa entre el 530 i el 510 aC, però segons F.E. Brown (News soundings in the Regia, 1966), la seva datació seria de començaments de la república i seria un objecte del rex sacròrum. Altres arqueòlegs l'han datat en la segona meitat del segle VI; per tant no hi ha un acord sobre la datació d'aquest objecte, ni si era una pertinença d'un dels reis romans d'origen etrusc o si era del sacerdot suprem.